# Charlie Scott
Charlie Scott, wł. Charles Thomas Scott (ur. 15 grudnia 1948 w Nowym Jorku) – amerykański koszykarz, występujący na pozycji rzucającego obrońcy, uczestnik spotkań gwiazd ABA i NBA, zaliczony do składów najlepszych zawodników ABA, mistrz olimpijski oraz NBA.
Mierzący 196 cm wzrostu koszykarz studiował na University of North Carolina at Chapel Hill. Do NBA został wybrany w drafcie w 1970 przez Boston Celtics. Zawodową karierę zaczynał jednak w ABA, lidze na początku lat 70. konkurencyjnej dla NBA i lata 1970–1972 spędził w Virginia Squires. W pierwszym sezonie został wybrany debiutantem roku, w drugim był najlepszym strzelcem rozgrywek. W 1972 trafił ostatecznie do NBA i kolejno był graczem Phoenix Suns (1972–1974), Boston Celtics (1975–1978), Los Angeles Lakers (1978) oraz Denver Nuggets (1979–1980). Trzy razy brał udział w meczu gwiazd NBA, z Celtami zdobył tytuł mistrzowski w 1976.

## Osiągnięcia
NCAA
- 2-krotny uczestnik NCAA Final Four (1968–1969)
- Zawodnik Roku Konferencji ACC (1970)[5]
- Mistrz:
  - turnieju konferencji Atlantic Coast (ACC – 1968, 1969)
  - sezonu regularnego ACC (1968, 1969)
- MVP turnieju ACC (1969)[6]
- Zaliczony do[7]:
  - I składu:
    - turnieju NCAA (1969)[8]
    - ACC (1968–1970)

  - II składu All-American (1969–1970)
  - Akademickiej Galerii Sław Koszykówki (2015)[9]

ABA
- Uczestnik meczu gwiazd:
  - ABA (1971–1972)[10][11]
  - NBA vs ABA (1971)[12]
- Zaliczony do[13]:
  - I składu:
    - ABA (1971)
    - debiutantów ABA (1971)[10]

  - II składu ABA (1972)
  - składu najlepszych zawodników w historii ligi ABA (ABA's All-Time Team – 1997)[14]
- Debiutant Roku ABA (1971)[13]
- Lider strzelców ABA (1972)[11]

Rekordy ABA
- Najwyższa średnia punktów (34,58), uzyskanych w pojedynczym sezonie (1971/72)[15]

NBA
- Mistrz NBA (1976)[3]
- Uczestnik meczu gwiazd:
  - NBA (1973–1975)[16]
  - Legend NBA (1991)[17]

Reprezentacja
- Mistrz olimpijski (1968)[2]

Inne
- Wybrany do Koszykarskiej Galerii Sław im. Jamesa Naismitha (2018)[18]